# 숫자계좌
숫자계좌(Numbered bank account)는 스위스 은행의 숫자로만 된 계좌이다.

## 역사
1910년대 스위스 은행들은 숫자로만 된 계좌를 만들었다. 1차대전을 위한 고액의 세금을 납부하지 않으려는 유럽 부자들을 위해 만들었다. 1932년 스위스 은행법이 통과되면서, 전체 스위스 은행들이 숫자계좌를 서비스 했다.
비실명이므로 현재 실제의 예금주가 누구인지는 스위스 은행 조차도 모른다. 그러나 계좌개설시에 여권을 요구하기 때문에, 계좌를 만든 사람의 신분은 스위스 은행이 알 수 있다. 매년 계좌 유지비가 2000 스위스 프랑(226만원)이다. UBS와 크레디트 스위스는 투자금이 50,000 스위스 프랑(5650만원) 이하여도 고객이 될 수 있다. 스위스에 직접 방문하거나, 각국에 설치된 스위스 은행 지점에 방문하여 계좌를 개설할 수 있으며, 우편으로 계좌 개설 신청서를 보내달라고 요청할 수도 있다. 계좌가 개설되면 예금주에 1인의 담당자가 배정되며, 그 담당자의 이메일과 직통전화를 통해 스위스 은행과 거래하게 된다.

## 같이 보기
- 스위스 은행